# Барбой, Владимир Маркович
Влади́мир Ма́ркович (Велвл Меерович) Барбо́й (1916, Черневцы — 1988, Иерусалим) — советский учёный-химик и педагог. Известный киевский сионист 1970-х, находившийся десять лет в заключении. Первый профессор, покинувший СССР и выехавший в Израиль.

## Биография
Велвл Меерович Барбой родился в 1916 году в Черневцах Винницкой области Украины в бедной еврейской семье учителя Меера-Лейба Барбоя и Рухл Литвак. С восьми лет он начал работать в должности счетовода на местной фабрике. Школу он так и не окончил, но поступил в Институт легкой промышленности, сказав, что документы украли и он принесёт их позже. Через полгода его решили исключить из института из-за того, что он не проходил по критериям поступления. За студента заступился случаем оказавшийся там учитель математики, сказавший, что Владимир был лучшим учеником в классе.
Институт Барбой закончил досрочно (за пять лет вместо шести). 6 ноября 1938 года он женился на своей сокурснице Раисе Борисовне Лиокумович. Во время войны Барбой оказался в немецком плену, затем много лет просидел в советских лагерях, освободился 2 января 1952 года. В 1963 г. он успешно защитил докторскую диссертацию на тему «Устойчивость лиофобных золей».
Из-за антисемитизма много раз хотел покинуть страну. В 1972 г. он был арестован возле синагоги. В газете «Правда Украины» за 26 апреля 1972 г. была опубликована статья «В сетях сионизма». В данной статье осуждался активист алии В. Барбой, а сама публикация содержала много исковерканных фактов о «хулиганстве и дебоширстве» евреев, желающих репатриироваться в Израиль. Когда он подавал документы на выездную визу в Израиль, в КГБ ему сказали, что шансов выехать у него нет. Однако ему предложили стать заведующим кафедрой и получить значительную прибавку к зарплате. После того, как Барбой отказался, он был уволен с работы и получил пятнадцать суток ареста.
Перед приездом президента США Никсона в СССР Барбой настоял на выдаче ему визы и выехал в Израиль. Таким образом, он стал первым профессором, эмигрировавшим из СССР в Израиль. В Иерусалиме Владимир Барбой получил работу в Еврейском университете, где преподавал студентам на иврите химию.
Автор научных трудов в области физической и коллоидной химии.